# Stauntonia elliptica
Stauntonia elliptica är en narrbuskeväxtart som beskrevs av William Botting Hemsley. Stauntonia elliptica ingår i släktet Stauntonia och familjen narrbuskeväxter. Inga underarter finns listade i Catalogue of Life.